# Kimura Shigenari
Kimura Shigenari est un nom japonais traditionnel ; le nom de famille (ou le nom d'école), Kimura, précède donc le prénom (ou le nom d'artiste).
Kimura Shigenari (木村 重成, 2 juin 1593-2 juin 1615) est un samouraï du début de l'époque d'Edo de l'histoire du Japon. Vassal du clan Toyotomi, Shigenari prend part au siège d'Osaka (il mène les forces de Toyotomi à la bataille d'Imafuku) et meurt au combat.

## Biographie
Kimura Shigenari est le fils de Kimura Hitachinosuke, un des conseillers en chef de Toyotomi Hidetsugu, mais une grande partie de son origine reste incertaine. Sa mère est la nourrice de Toyotomi Hideyori, c'est pourquoi Shigenari peut devenir le page de Hideyori à un âge précoce et son vassal plus tard. Au siège d'hiver d'Osaka (1614), sa première campagne, Shigenari commande une armée comme général et se comporte bien. En reconnaissance de son acte distingué dans cette bataille, Hideyori lui donne un témoignage qui l'acclame comme le « héros incomparable de la nation » avec une courte épée faite par Masamune, le célèbre forgeron. Cependant, il retourne immédiatement ces récompenses en raison de sa loyauté et de sa confiance absolue dans la famille Toyotomi. Un an plus tard, pendant le siège d'été d'Osaka, il quitte les murs du château à la tête de la force principale de l'armée de Toyotomi et combat contre les troupes de Ii Tadakata. Au cours de cette bataille, Shigenari porte une armure appelée « Kozane » en écailles d'or et d'argent, avec un blanc horo (manteau destiné à détourner le vol des flèches venant en sens inverse) et monte un cheval noir. Il s'engage dans une bataille tous azimuts, charge avec une lance (yari) de 2 m de long et finit par être pris dans l'action. Il est alors décapité, et la tête apportée à Tokugawa Ieyasu qui voit qu'elle est bien taillée sur le front et les cheveux proprement coupés et parfumés d'encens. Tout indique qu'il est entré dans la bataille prêt à mourir sur le terrain.

## Source de la traduction
- (en) Cet article est partiellement ou en totalité issu de l’article de Wikipédia en anglais intitulé « Kimura Shigenari » (voir la liste des auteurs).